# Кастильо, Хайро
Хайро Фернандо Кастиль Кортес (исп. Jairo Fernando Castillo Cortés; родился 17 ноября 1977 года в Тумако, Колумбия) — колумбийский футболист, нападающий сборной Колумбия.

## Клубная карьера
Кастильо начал свою карьеру в 1994 году в клубе «Америка». В следующем сезоне он на правах аренды выступал за команду второго дивизиона чемпионата Колумбии «Букараманга». В новой команде он сразу стал основным нападающим и помог клубу выйти в высшую лигу по итогам сезона. В 1996 году он вернулся в «Америку» и уже в следующем сезоне стал чемпионом страны. В 1999 году в финале Кубка Мерконорте против «Санта-Фе» Хайро забил гол и помог перевести матч к серии пенальти, в которой тоже оказался точен и помог команде выиграть трофей.
В 2000 году Кастильо переехал в Аргентину, подписав контракт с «Велес Сарсфилд». По окончании сезона он получил приглашение от итальянского «Дженоа». Он подписал контракт на 4 года, но сыграть за новую команду так и не смог, оказавшись замешанным в крупном дорожно-транспортном происшествии. В 2002 году он вернулся в «Америку», с которой вновь выиграл Кубок Мустанга.
В 2004 году Хайро вновь уехал в Аргентину, где подписал контракт с «Индепендьенте». Во время одного из матче, после забитого гола Кастильо снял футболку, под которой оказалась другая с портретом недавно умершего тренера команды Хосе Пасториса. Таким образом «тигр» отдал дань почтения великому тренеру. В начале 2005 года он уехал в Европу, приняв приглашение испанского «Вальдолида». После полугода пребывания в команде Кастильо в четвёртый раз вернулся в «Америку». В начале 2006 он выступал за «Мильонариос».
Летом 2007 года Кастильо во второй раз приехал в Европу приняв приглашение кипрского «АЕЛа», но несмотря на отличное начало, Хайро забил 4 гола в 5 матчах, вскоре он получил травму. В начале 2008 года он вернулся в Южную Америку, где заключил соглашение с уругвайским «Дефенсор Спортинг». С новой командой он в первом же сезоне стал чемпионом уругвайской Примеры.
3 июля 2008 года Кастиль перешёл в «Годой-Крус». 10 августа в матче против «Банфилда» он дебютировал за новый клуб. В этой встрече Хайро забил два гола и помог своему новому клубу одержать победу. 29 сентября в поединке против «Бока Хуниорс» Кастильо сделала хет-трик, этой победа стала знаковой для его команды. 5 октября во встрече против «Химнасии Хухуй» Кастильо получил разрыв крестообразных связок и остался вне поля на 7 месяцев. Набрать форму Хауро пытался в «Мильонариос» во второй половину 2009 года. В 2010 году он вернулся в «Годой-Крус» и помог клубу занять третье место в Клаусуре 2010. В сезоне 2011 года Хайро стал лучшим бомбардиром команды.
В 2011 году на правах краткосрочной аренды Кастильо выступал за мексиканский Керетаро, но из-за низких результатов вернулся в Аргентину. Он подписал краткосрочный контракт с «Индепендьенте», которому требовался нападающий для участия в Кубке Либертадорес.
Вторую половину сезона 2011 Кастильо провел в «Америке», вернувшись в клуб в пятый раз. 13 января 2012 года Хайро перешёл в клуб второго дивизиона чемпионата Аргентины «Атлетико Тукуман». 6 февраля в поединке против «Дефенса и Юстиция» он дебютировал за команду. 5 марта в поединке против «Химнасии Хухуй» Кастильо забил свой первый гол и помог своему клубу добиться ничьей. 8 апреля клуб расторгнул контракт с Кастильо после чего Хайро объявил о завершении карьеры.

## Международная карьера
31 марта 1999 года в матче против сборной Венесуэлы Кастильо дебютировал за сборную Коулмбии. В 2000 году он вместе с национальной командой принял участие в розыгрыше Золотого кубка КОНКАКАФ. На турнире Хайро сыграл один матч против сборной Ямайки, а его команда завоевала бронзовые медали.
26 апреля в мачте отборочного турнира Чемпионата Мира 2002 против сборной Боливии Кастильо забил свой первый гол за сборную страны.
В 2001 году он попал в заявку национальной команды на участие в Кубке Америки. Хайро выиграл турнир вместе со сборной трофей.
В 2003 году Кастильо во второй раз принял участие в розыгрыше Золотого кубка КОНКАКАФ. На турнире он принял участие в трех встречах против сборных Бразилии, Гватемалы и Ямайки.

### Голы за сборную Колумбии
| #   | Дата            | Место                                | Противник   | Счёт | Результат | Соревнование                           |
| --- | --------------- | ------------------------------------ | ----------- | ---- | --------- | -------------------------------------- |
| 01. | 26 апреля 2000  | Эранадо Хирес, Ла-Пас Боливия        | Боливия     | 1:1  | 1:1       | Чемпионата Мира 2002 отборочный турнир |
| 02. | 27 мая 2000     | Гиантс, Нью-Йорк США                 | Ямайка      | 1:0  | 3:0       | Товарищеский матч                      |
| 03. | 15 августа 2000 | Эль Кампин, Богота, Колумбия         | Уругвай     | 1:0  | 1:0       | Чемпионата Мира 2002 отборочный турнир |
| 04. | 2 сентября 2000 | Национальный стадион, Сантьяго, Чили | Чили        | 0:1  | 0:1       | Чемпионата Мира 2002 отборочный турнир |
| 05. | 15 января 2005  | Мемориал Колизей, Лос-Анджелес, США  | Южная Корея | 1:1  | 2:1       | Товарищеский матч                      |

## Достижения
Командные
 «Америка Кали»
- Чемпионат Колумбии по футболу — 1996/97
- Чемпионат Колумбии по футболу — Апертура 2002
- Обладатель Кубка Мерконорте — 1999

 «Дефенсор Спортинг»
- Чемпионат Уругвая по футболу — 2007/08

Международные
 Колумбия
- Кубок Америки — 2001
- Золотой кубок КОНКАКАФ — 2000